# Heinkel He 343
Хейнкель He 343 (нем. Heinkel He 343) — германский проект скоростного бомбардировщика.
Проект He 343 был разработан на основе Arado Ar 234. Проектирование началось в январе 1944 года. В декабре 1944 года Имперское министерство авиации прекратило разработку He 343 по нескольким причинам: He 343 проиграл конкуренцию Junkers Ju 287, мощности авиационной промышленности Германии в то время были направлены на производство истребителей.